# Fracturación hidráulica

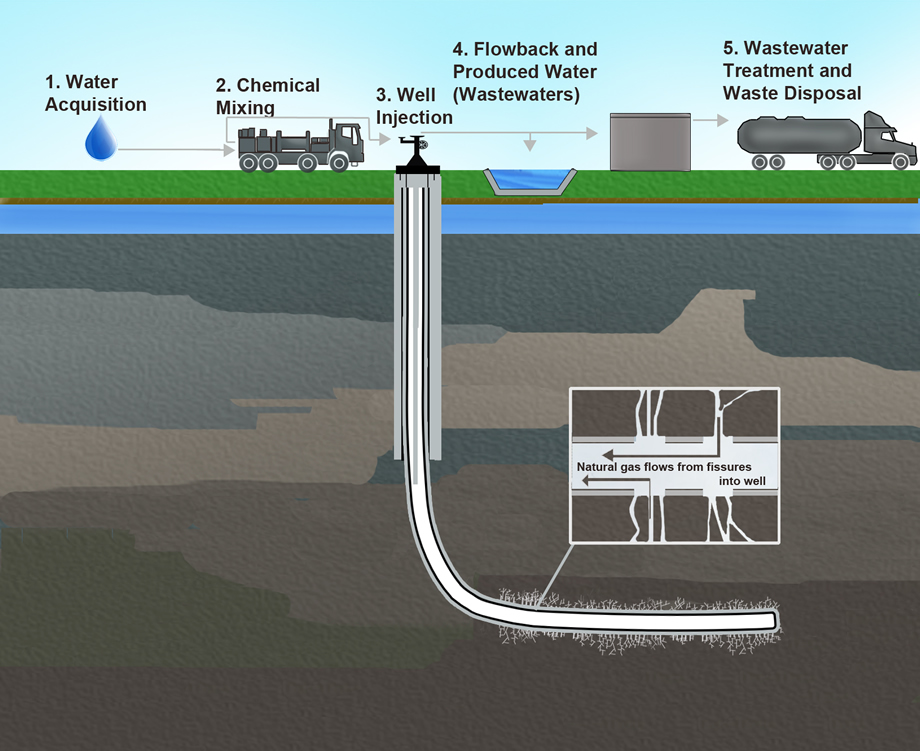
Ilustración del proceso de fractura hidráulica y las actividades relacionadas necesarias para la extracción

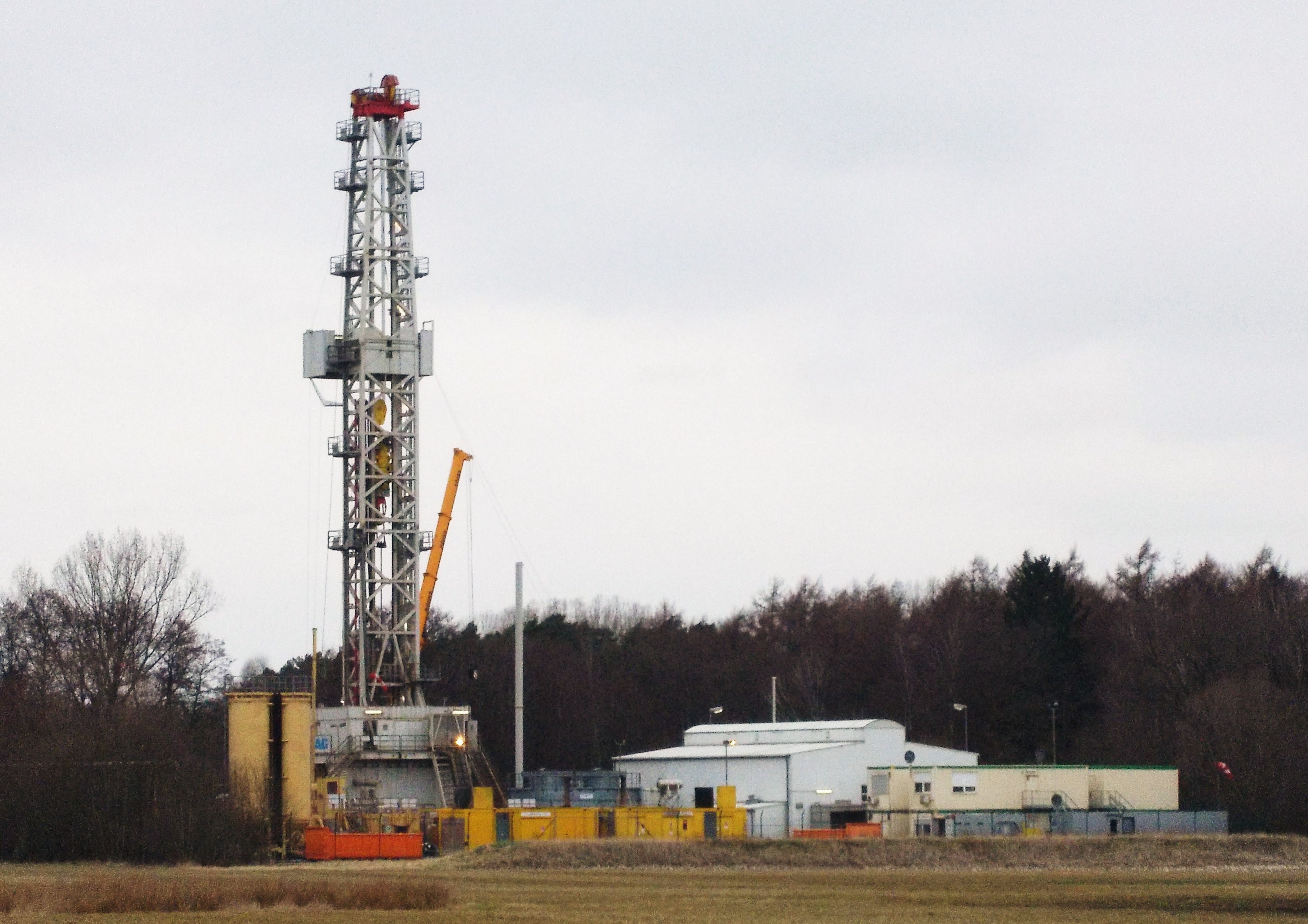
Pozo de extracción mediante fracturación hidráulica de ExxonMobil en Alemania

La fracturación hidráulica, fractura hidráulica, hidrofracturación o simplemente fracturado (conocida en otros países como fracking) es una técnica para posibilitar o aumentar la extracción de gas natural y petróleo del subsuelo, siendo una de las técnicas de estimulación de pozos en yacimientos de hidrocarburos. 
La técnica consiste en la perforación de un pozo vertical u horizontal, entubado y cementado, a más de 2500 metros de profundidad, con el objetivo de generar uno o varios canales de elevada permeabilidad a través de la inyección de agua a alta presión, de modo que supere la resistencia de la roca y abra una fractura controlada en el fondo del pozo, sección deseada de la formación contenedora del hidrocarburo. Esta agua a presión es mezclada con algún material apuntalante y productos químicos, con el objetivo de ampliar las fracturas existentes en el sustrato rocoso que encierra el gas o el petróleo, y que son típicamente menores a 1 mm, y favorecer así su salida hacia la superficie. 
Se estima que en 2010 esta técnica estaba presente en aproximadamente el 60 % de los pozos de extracción en uso. Debido a que el aumento del precio de los combustibles fósiles ha hecho económicamente rentables estos métodos, se ha propagado su empleo en los últimos años, especialmente en los Estados Unidos.
Los partidarios de la fracturación hidráulica argumentan que la técnica no tiene mayores riesgos que cualquier otra tecnología utilizada por la industria, e inciden en los beneficios económicos de las vastas cantidades de hidrocarburos previamente inaccesibles que esta nueva técnica permite extraer. La industria argumenta que aquellos casos excepcionales en los que se haya podido producir contaminación, ha sido debido al uso de malas prácticas como defectos en la construcción de los pozos o en el tratamiento de aguas residuales, pero no de la fracturación hidráulica en sí misma.
Sus oponentes, en cambio, señalan el impacto ambiental de esta técnica, que en su opinión incluye la contaminación de acuíferos, elevado consumo de agua, contaminación de la atmósfera, contaminación sonora, migración de los gases y productos químicos utilizados hacia la superficie, contaminación en la superficie debida a vertidos, y los posibles efectos en la salud derivados de ello. También argumentan que se han producido casos de incremento en la actividad sísmica, la mayoría asociados con la inyección profunda de fluidos relacionados con el fracking.
Por estas razones, la fracturación hidráulica ha sido objeto de atención internacional, siendo fomentada en algunos países, mientras que otros han impuesto moratorias a su uso o la han prohibido. El Reino Unido levantó su moratoria en el año 2012 y en la actualidad apuesta de manera decidida por esta industria como modo de crear empleo, asegurar el suministro energético y avanzar hacia un sistema bajo en carbono; una suspensión en 2019 fue eliminada en 2022 en aras de «reforzar la seguridad energética del Reino Unido».  La Comisión Europea emitió el 24 de enero de 2014 unas recomendaciones a los países miembros que deseen explorar y producir hidrocarburos no convencionales utilizando la fracturación hidráulica para garantizar la protección adecuada del medio ambiente.

## Historia

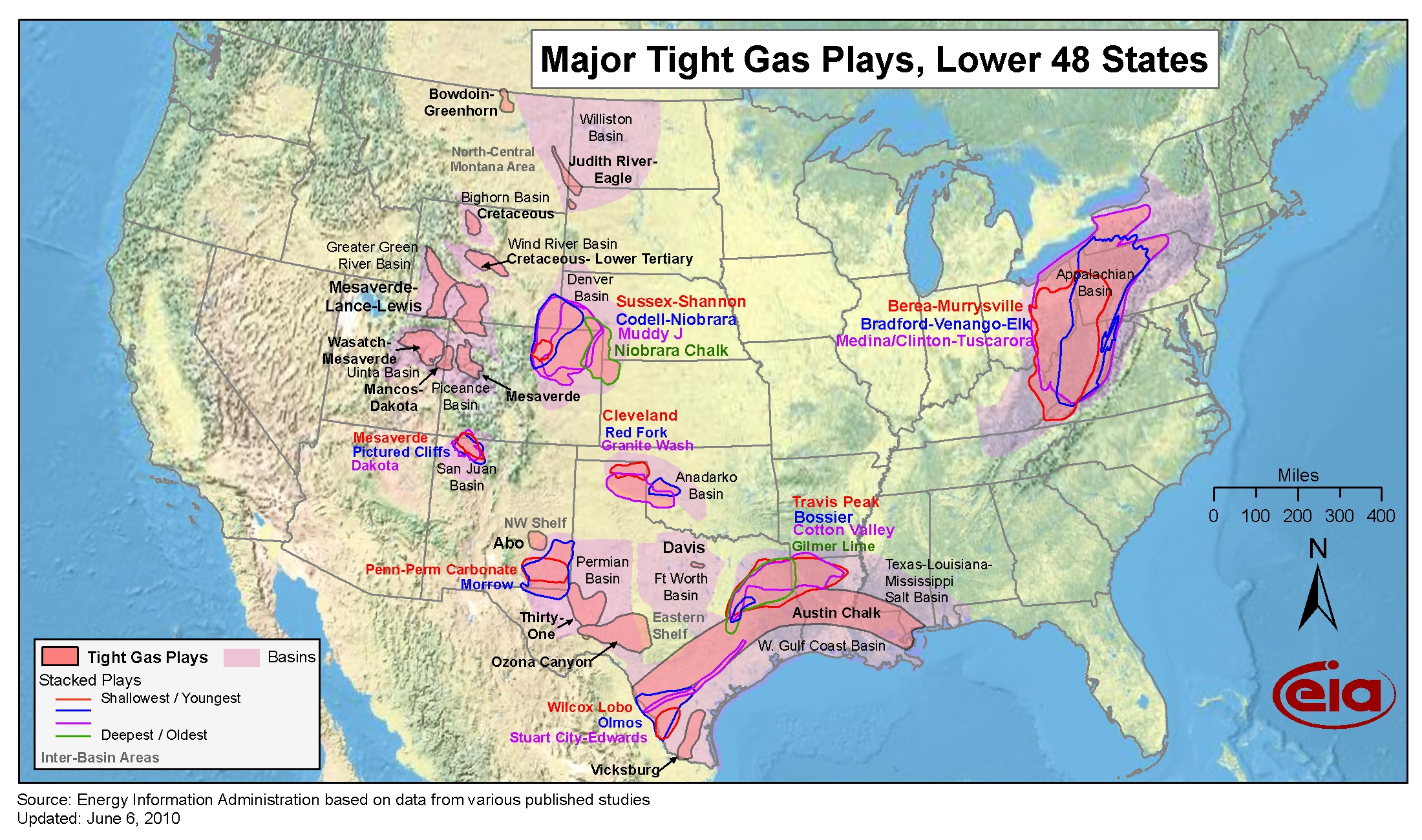
Principales bolsas de gas natural en el subsuelo de Estados Unidos.

Las inyecciones en el subsuelo para favorecer la extracción de petróleo se remontan hasta 1860, en la costa este norteamericana, empleando por aquel entonces nitroglicerina. En 1930 se empezaron a utilizar ácidos en lugar de materiales explosivos, pero es en 1947 cuando se estudia por primera vez la posibilidad de utilizar agua. Este método empezó a aplicarse industrialmente en 1949 por la empresa Stanolind Oil.
En la Unión Soviética, el primer pozo de fracturación hidráulica se llevó a cabo en 1952. Otros países en Europa y el norte de África emplearon técnicas de fracturación, incluyendo Noruega, Polonia, Checoslovaquia, Yugoslavia, Hungría, Austria, Francia, Italia, Bulgaria, Rumania, Turquía, Túnez y Argelia.
Actualmente se considera a George P. Mitchell como el 'padre' de la moderna industria del fracking, al conseguir su viabilidad económica en el yacimiento conocido como Barnett Shale, reduciendo sus costes hasta los 4 dólares por millón de BTU (British Thermal Units). Su empresa, Mitchell Energy, consiguió la primera fracturación hidráulica comercial en 1998.
En Estados Unidos se estima que la generalización de este método ha aumentado las reservas probadas de gas cerca de un 47 % en cuatro años y en 11 % la estimación de existencia de petróleo. El avance de esta técnica ha permitido al país aumentar un 35 % la producción de gas natural desde 2005 y eliminar la necesidad de las importaciones. En cuanto al petróleo, la producción se ha incrementado en un 45 % desde 2010, lo que ha convertido de nuevo a Estados Unidos en el segundo productor de petróleo del mundo. Los hidrocarburos no convencionales suponen ya una aportación de 430 000 millones de dólares al PIB y la creación de 2,7 millones de empleos, con salarios que duplican la media de Estados Unidos; al mismo tiempo, el precio del gas natural es tres veces más barato que el de la mayoría de los países industrializados.
Además, en ese país, en 2012 se crearon gracias a los hidrocarburos no convencionales extraídos a través de la fractura hidráulica 2,1 millones de empleos y contribuyó en 283 000 millones de dólares a su economía. Asimismo, según un informe financiado por la industria del fracking, se crearán 3,3 millones de nuevos empleos y sumará 468 000 millones de dólares al crecimiento de Estados Unidos al final de la década. 
Algunos geólogos, sin embargo, opinan que la productividad de los pozos explotados mediante fracturación hidráulica están inflados y minimizan el impacto que tendrá sobre la producción la significativa reducción en la productividad de los pozos que tiene lugar después del primer o segundo año de operación. Una investigación llevada a cabo en junio de 2011 por el periódico New York Times, con acceso a documentos internos y correos electrónicos, encontró que la rentabilidad de la extracción mediante fracturación hidráulica puede ser mucho menor de lo inicialmente previsto, debido a que las compañías del sector han sobrevalorado intencionadamente los datos de productividad de sus pozos así como el tamaño de sus reservas.
Por otro lado, los optimistas informes y estimaciones de las empresas del sector energético contrastan con los informes negativos a corto y medio plazo de las organizaciones ecologistas que estiman que el irreversible impacto ambiental en forma de contaminación de acuíferos y otros parámetros ambientales tendrá un coste muy superior a esas cifras.

## Fluidos utilizados en la fractura hidráulica

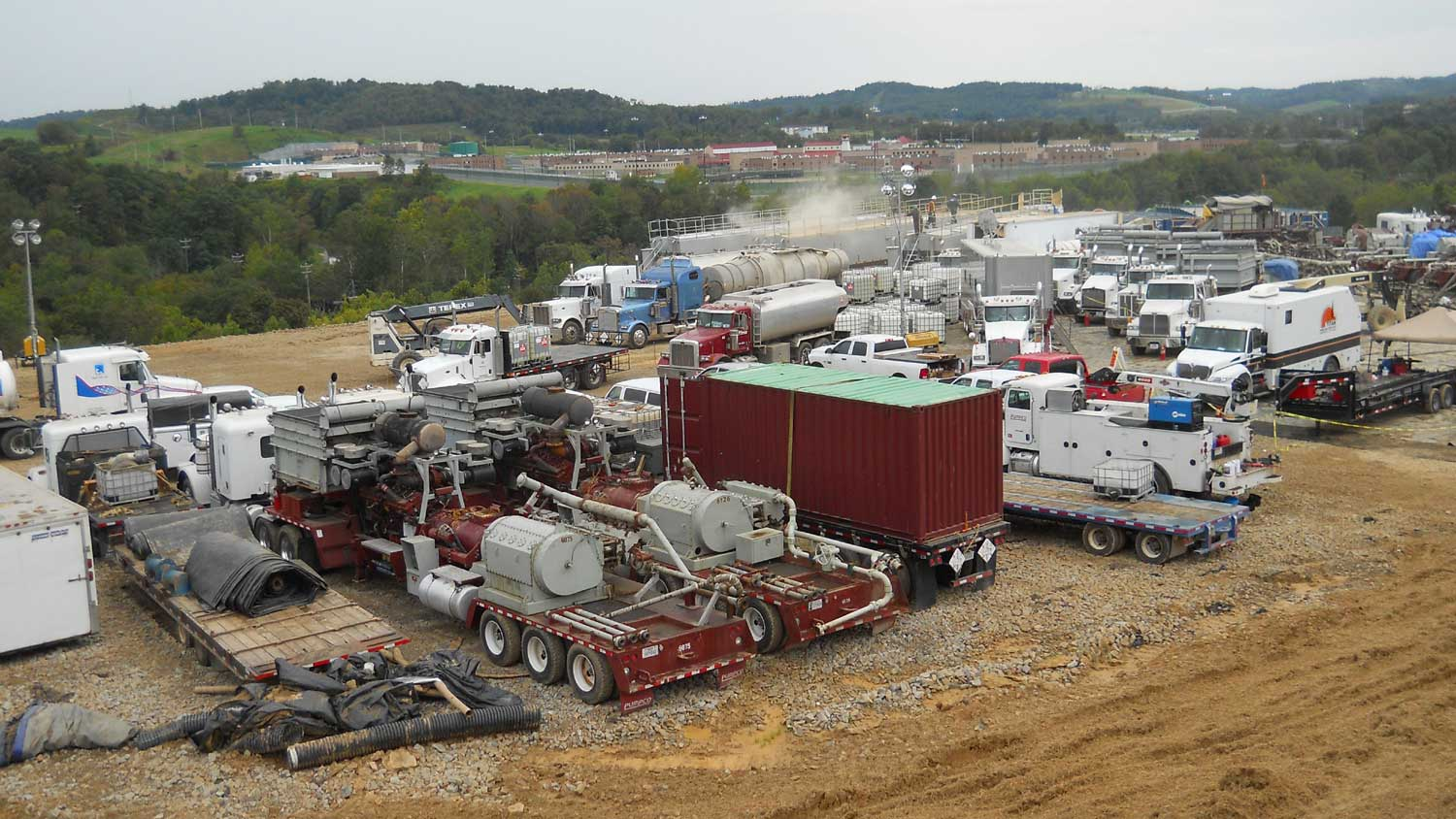
Camiones y equipos necesarios para la fracturación hidráulica, en torno a un pozo en Estados Unidos

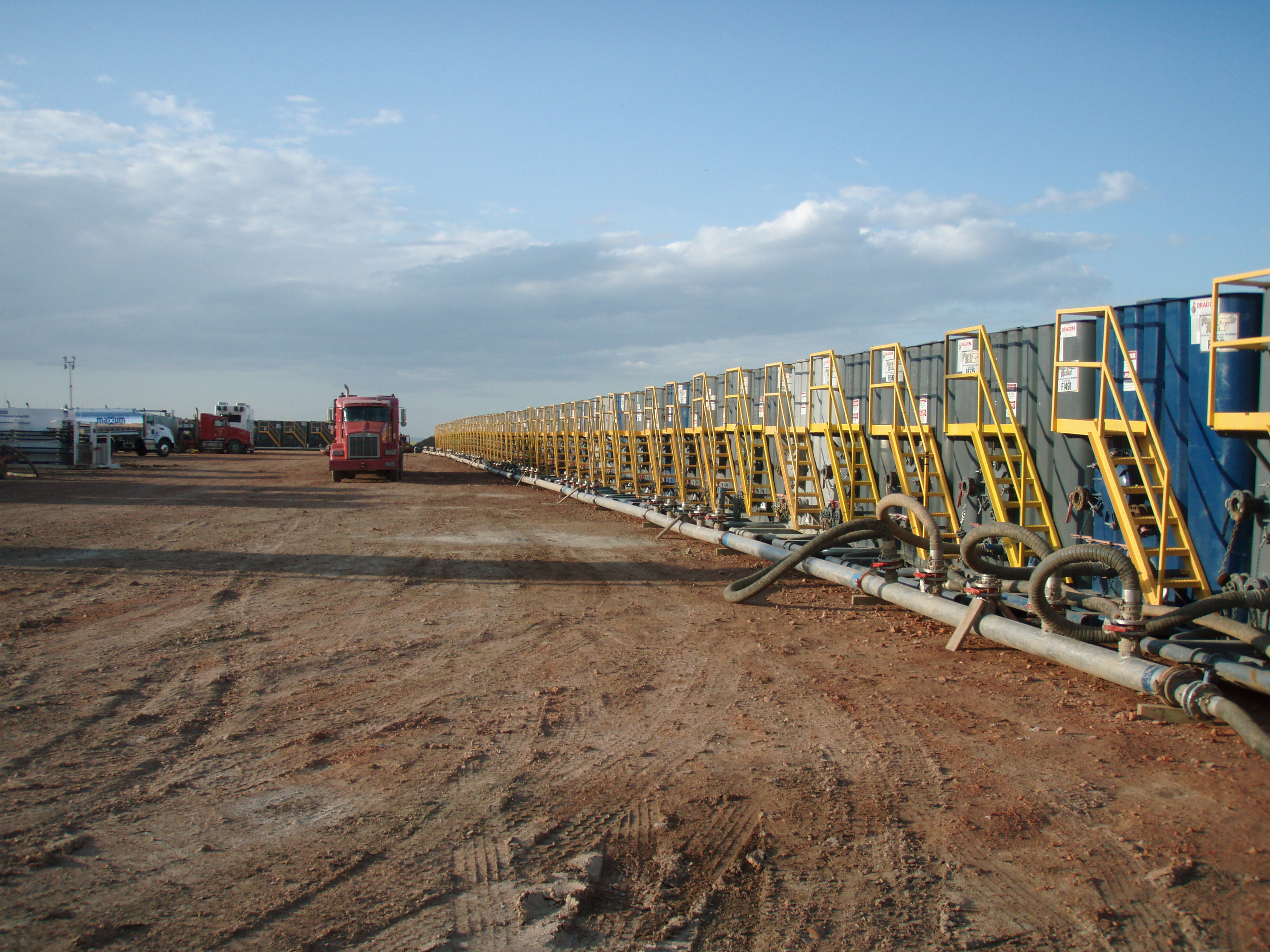
Tanques de agua preparados para el proceso de fractura hidráulica en un pozo

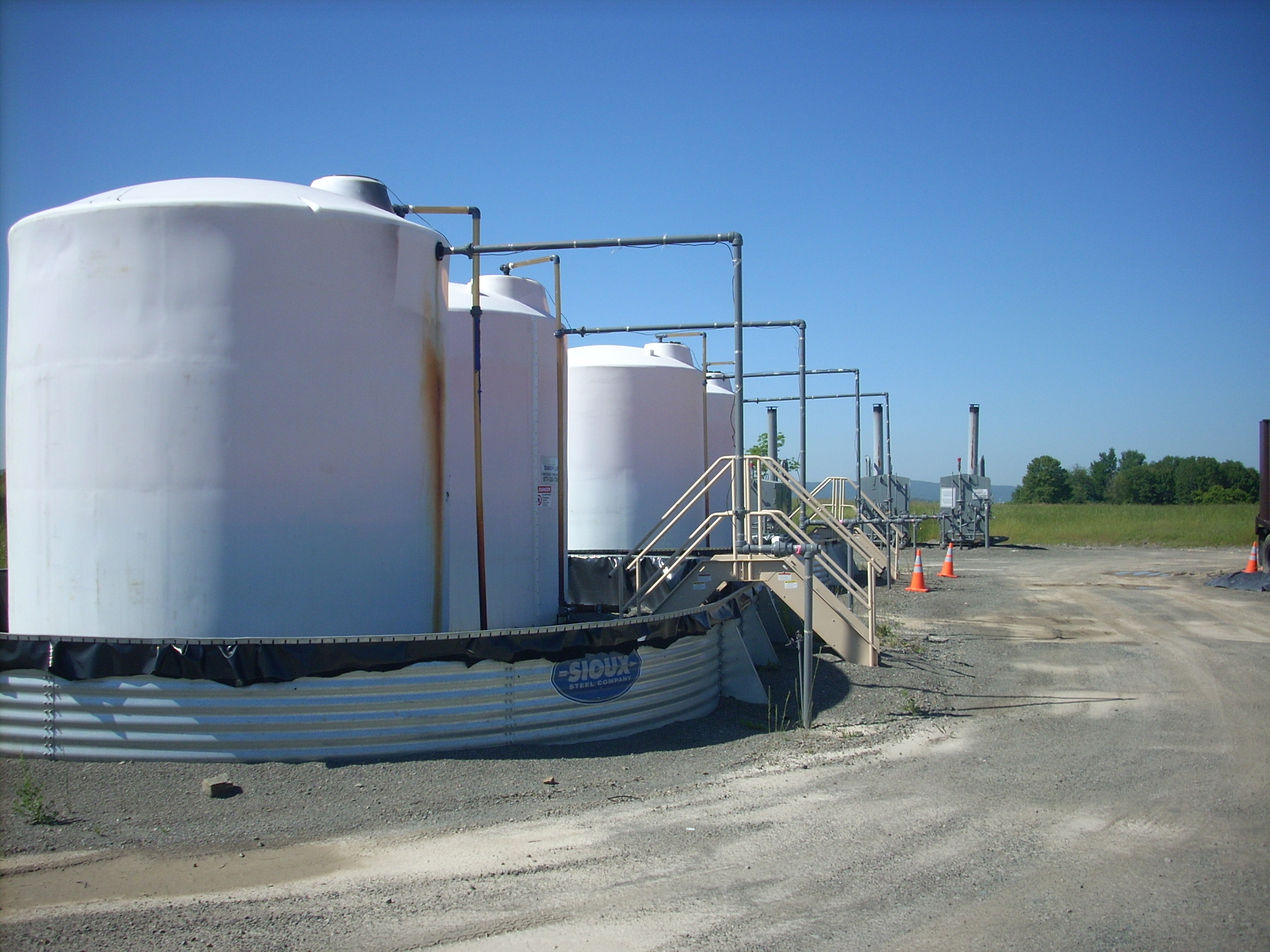
Tanques de almacenamiento en las cercanías de un pozo de fracturación hidráulica

Junto con el agua se incluye una cierta cantidad de arena para evitar que las fracturas se cierren al detenerse el bombeo, y también se añade en torno a un 0,5-2 % de aditivos, compuestos por entre 3 y 12 aditivos químicos según algunas fuentes cercanas a la industria de fractura hidráulica, si bien otras fuentes cifran y datan varios centenares de productos químicos, algunos de ellos muy tóxicos y cancerígenos cuya función es evitar que el gas y el petróleo se contaminen e impedir la corrosión, entre otras funciones. Sin embargo no es hasta el año 2002 cuando se combina el uso de agua tratada con aditivos que reducen la fricción con la perforación horizontal y la fractura en múltiples etapas.
Respecto al componente inyectado, el porcentaje varía según se lea a las empresas favorables a la fracturación hidráulica ("está basado en un 99,51 % de agua y arena y un 0,49 % de aditivos sostén") o los organismos contrarios a esta técnica ("productos que equivalen a un 2 % del volumen de esos fluidos"). Son estos aditivos los que generan más polémica, pues sus detractores afirman que incluyen sustancias tóxicas, alergénicas y cancerígenas, dejando el subsuelo en condiciones irrecuperables. Mientras que los defensores de esta técnica de extracción no niegan la existencia y toxicidad de esos aditivos pero aseguran que también se pueden encontrar en elementos de uso doméstico como limpiadores, farmacéuticos, desmaquillantes y plásticos. Su finalidad es generar las vías necesarias para extraer el gas de lutitas, mantener los canales abiertos y preservar a los hidrocarburos para evitar que se degraden durante la operación. En lo que parece haber coincidencia es que se recupera entre un 15 y un 80 % de los fluidos introducidos.
Los fluidos utilizados varían en composición dependiendo del tipo de fracturación que se lleve a cabo, las condiciones específicas del pozo, y las características del agua. Un proceso típico de fracturación utiliza entre 3 y 12 productos químicos como aditivos. Aunque existe una gran diversidad de compuestos poco convencionales, entre los aditivos más usados se incluyen uno o varios de los siguientes:
- Ácidos: el ácido hidroclórico o el ácido acético se utilizan en las etapas previas a la fracturación para limpiar las perforaciones e iniciar las fisuras en la roca.[37]
- Cloruro de sodio (sal): retrasa la rotura de las cadenas poliméricas del gel.[37]
- Poliacrilamida y otros compuestos reductores de la fricción: disminuyen la turbulencia en el flujo del fluido, disminuyendo así la fricción en el conducto, permitiendo que las bombas inyecten fluido a una mayor velocidad sin incrementar la presión en superficie.[37]
- Etilenglicol: previene la formación de incrustaciones en los conductos.[37]
- Sales de borato: utilizadas para mantener la viscosidad del fluido a altas temperaturas.[37]
- Carbonatos de sodio y potasio: utilizados para mantener la efectividad de las reticulaciones (enlaces interpoliméricos).[37]
- Glutaraldehído: usado como desinfectante del agua para la eliminación de bacterias.[37]
- Goma guar y otros agentes solubles en agua: incrementa la viscosidad del fluido de fracturación para permitir la distribución más eficiente de los aditivos sostén en la formación rocosa.[38][37]
- Ácido cítrico: utilizado para la prevención de la corrosión.
- Isopropanol: incrementa la viscosidad del fluido de fracturación hidráulica.[37]

El producto químico más usado en las instalaciones de fracturación en los Estados Unidos entre 2005 y 2009 fue el metanol, mientras que otros agentes químicos ampliamente usados incluyen el alcohol isopropílico, 2-butoxietanol y el etilenglicol.
En Estados Unidos, unos 750 compuestos químicos se utilizan como aditivos en la fractura hidráulica, según un informe presentado en el Congreso Estadounidense por el Partido Demócrata, publicado en 2011, tras haber sido mantenido en secreto por "razones comerciales". Algunos de los constituyentes químicos utilizados en estos aditivos, de acuerdo a un listado recogido en un informe del Departamento de Conservación Ambiental del Estado de Nueva York, son conocidos carcinógenos.

## Repercusiones en el medio ambiente

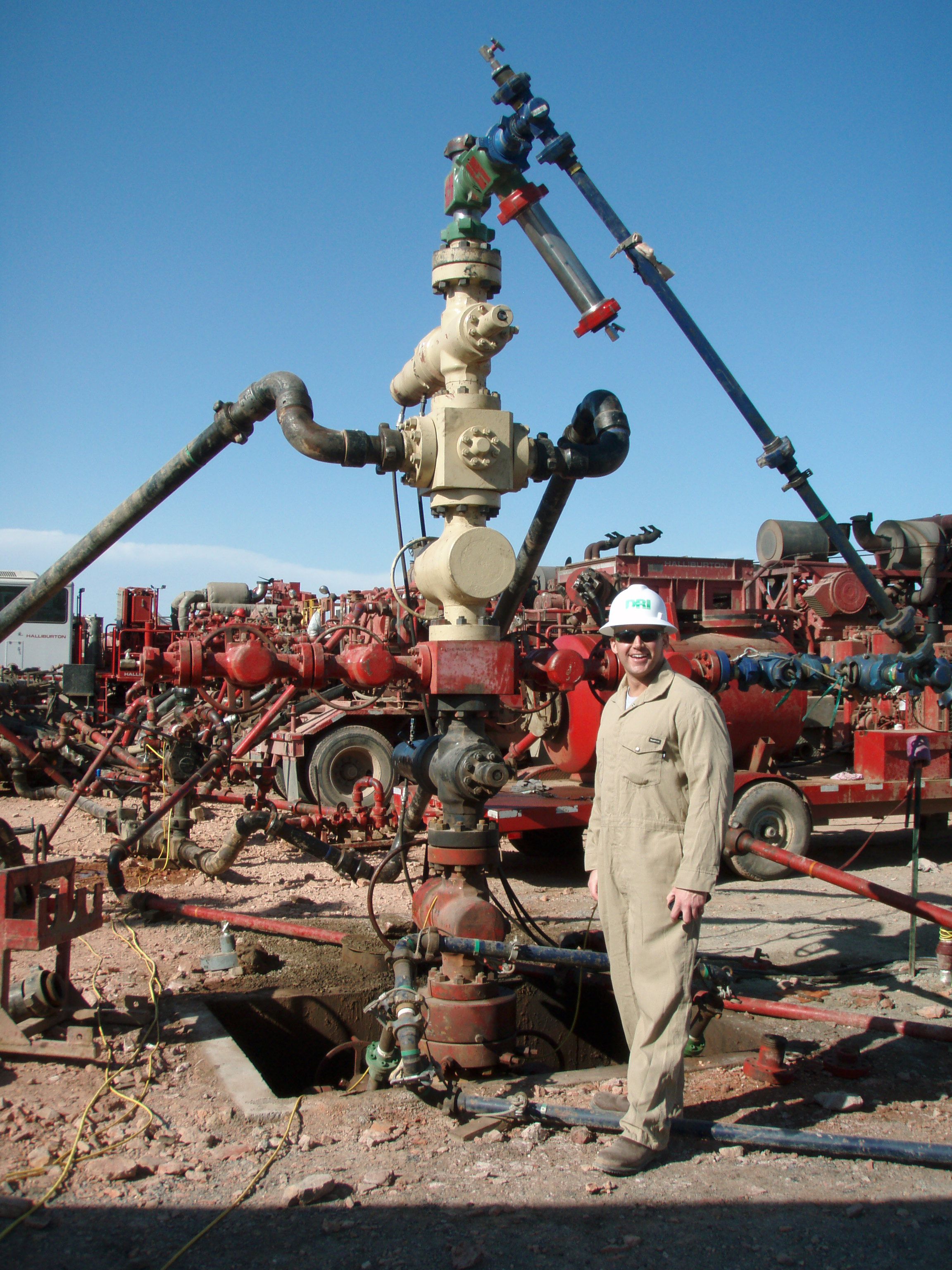
Cabeza de un pozo de fracturación hidráulica, desde la que se inyectan los fluidos al subsuelo

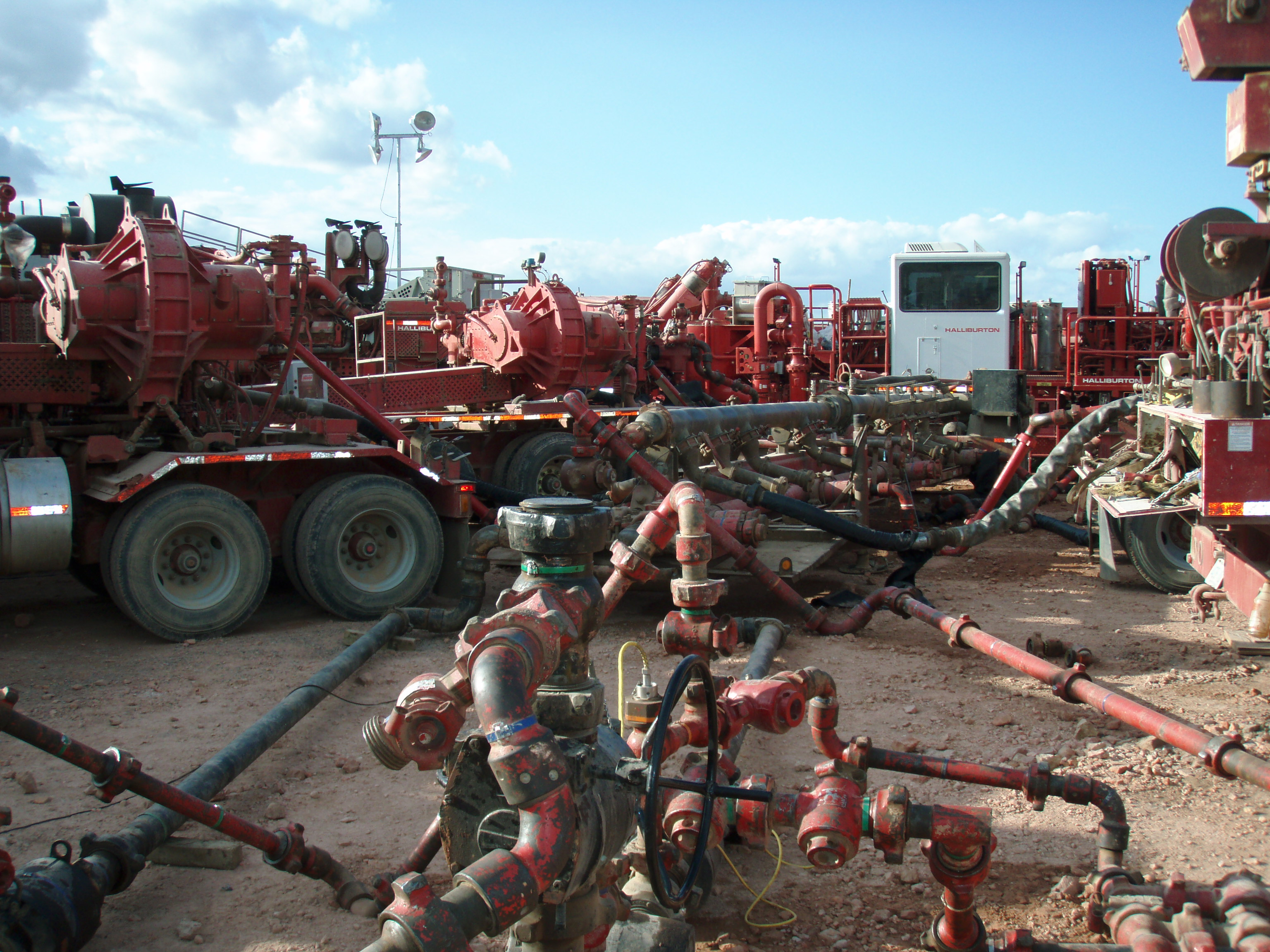
Pozo de fracturación hidráulica de la empresa Halliburton en la formación Bakken (bolsa de gas natural), Dakota del Norte, Estados Unidos

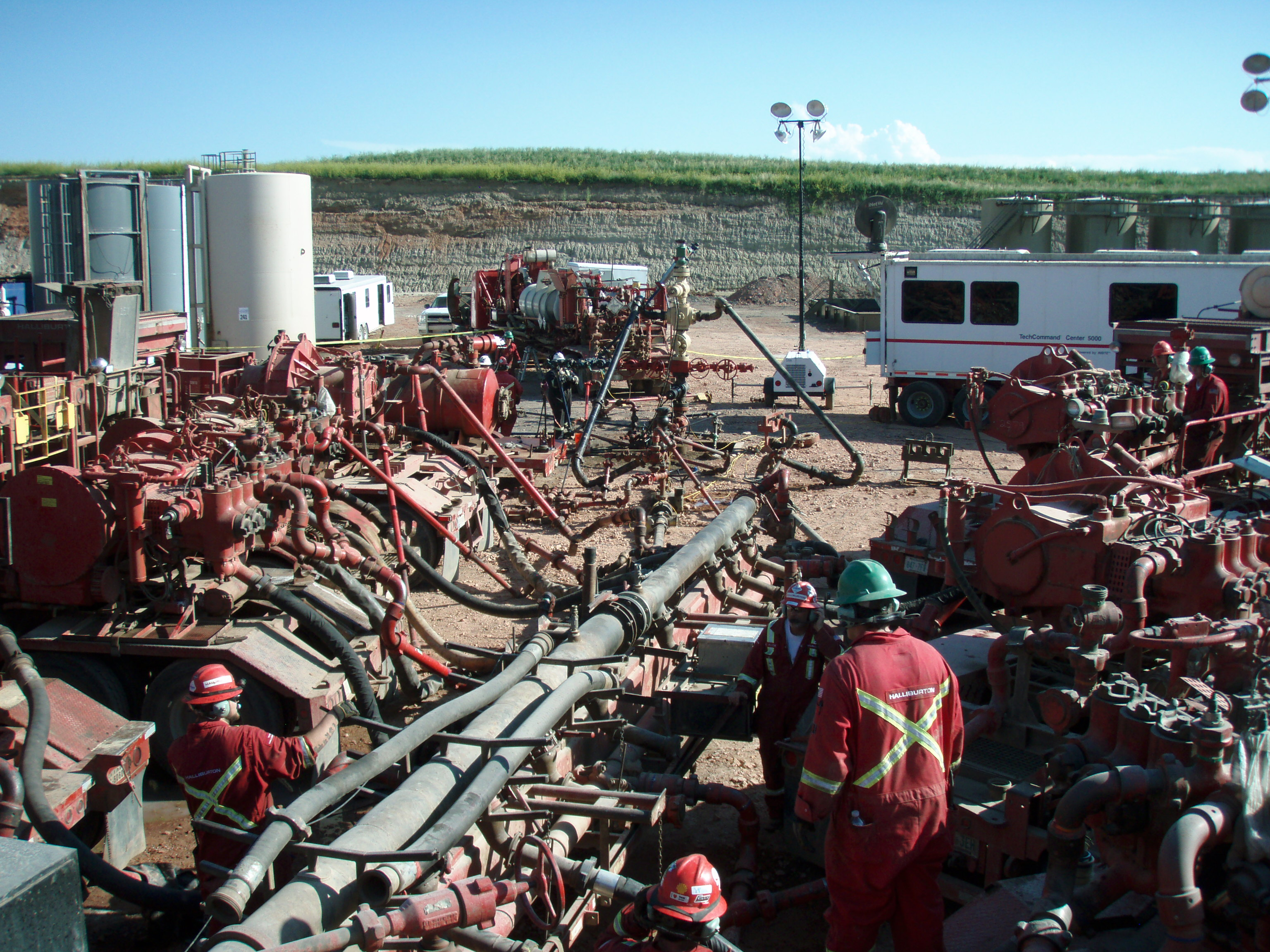
Pozo de fracturación hidráulica en funcionamiento

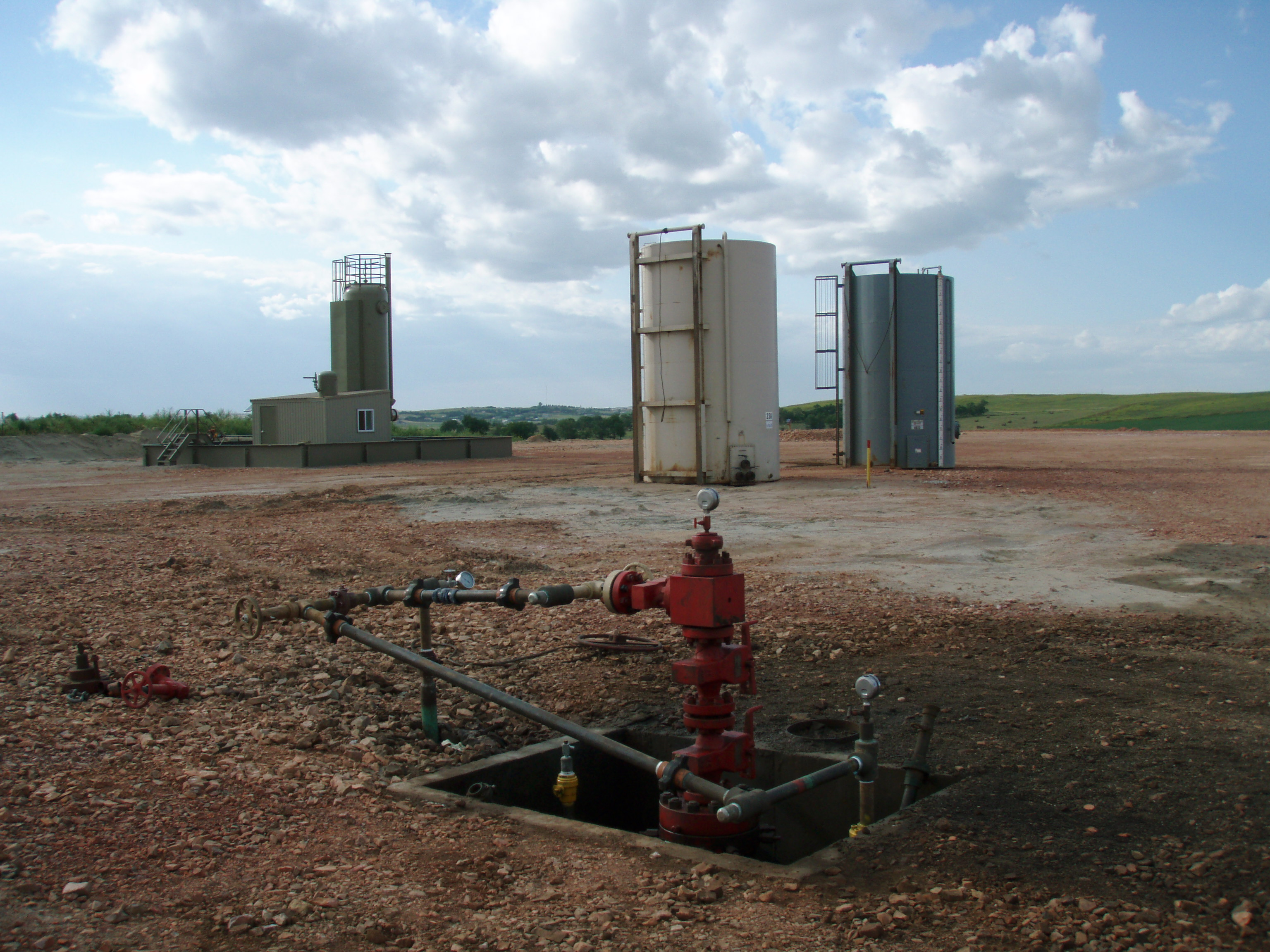
Cabeza del pozo tras la retirada de los equipos hidráulicos.

Existe una elevada preocupación ambiental acerca de las técnicas de fracturación hidráulica, debido al riesgo de contaminación de acuíferos, la emisión de contaminantes que afecten la calidad del aire, la posible migración a la superficie de gases y componentes químicos utilizados durante el proceso, los riesgos de vertido debido a la inadecuada gestión de los residuos, y los efectos que puedan tener en el entorno natural y la salud humana, entre los que se incluye el cáncer. Existe ya de hecho evidencia de contaminación ambiental debida a esta técnica, y se estima que la exposición a los componentes químicos utilizados en los fluidos del fracking se incrementará a corto plazo debido a la proliferación de pozos que emplean esta tecnología. Las compañías extractoras son reticentes a revelar las sustancias que contienen los fluidos que utilizan, e incluso existe preocupación acerca de la supresión de información sobre el impacto negativo de esta técnica por parte de ciertos gobiernos y corporaciones. Entre los aditivos utilizados en la fractura hidráulica se encuentran en algunos casos el queroseno, benceno, tolueno, xileno y otros formaldehídos.
Los detractores de la técnica aducen la existencia de riesgos tales como la emisión a la atmósfera de contaminantes, la contaminación de aguas subterráneas debido a la fuga de fluidos de fracturación y por el vertido incontrolado de aguas residuales al exterior. Las empresas favorables a la fractura hidráulica aducen que esto puede ser controlado a través de medidas de seguridad como la utilización de envolventes adecuados y cemento para aislar los acuíferos y el tratamiento del agua para su reutilización en los pozos de extracción. Los fluidos de fracturación contienen sustancias peligrosas y su reflujo, metales pesados y materiales radiactivos procedentes del subsuelo. Por otra parte, cerca de los pozos de gas se ha registrado contaminación de aguas subterráneas con metano, así como con cloruro de potasio, que provoca la salinización del agua potable. El consorcio de empresas que trabajan en la industria de la fractura hidráulica afirma que tomándose las precauciones necesarias, no existen pruebas de que exista un riesgo real. Las asociaciones ecologistas se basan en los datos recogidos desde que esas empresas están trabajando con ese sistema.

### Contaminación de aguas, aire y suelos
La Agencia de Protección Ambiental de los Estados Unidos (EPA) elaboró un informe que asocia la fracturación hidráulica con la contaminación de las aguas en el estado de Wyoming. Cabe destacar que en esa área, la formación con hidrocarburos se encuentra a 372 m de profundidad, mientras que la base de los acuíferos se ubica a 244 m. 
Un informe emitido en junio de 2011 por la Comisión de Medio Ambiente, Salud Pública y Seguridad Alimentaria del Parlamento Europeo, concluye que con la fracturación hidráulica se produce una «emisión de contaminantes a la atmósfera, contaminación de las aguas subterráneas debido a caudales de fluidos o gases provocados por escapes o vertidos, fugas de líquidos de fracturación y descargas no controladas de aguas residuales, así como la utilización de más de 600 productos químicos para liberar el gas natural».
Se ha registrado benceno, un potente agente cancerígeno, en el vapor que sale de los "pozos de evaporación", donde a menudo se almacenan las aguas residuales del fracking. Las fugas en los pozos de gas y en las tuberías también pueden contribuir a la contaminación atmosférica y a aumentar las emisiones de gases de efecto invernadero. El gran número de vehículos que se necesitan (cada plataforma de pozos requiere entre 4300 y 6600 viajes en camión para el transporte de maquinaria, limpieza, etc.) y las operaciones de la propia planta también pueden causar una contaminación atmosférica significativa si tenemos en cuenta los gases ácidos, hidrocarburos y partículas finas. Emisiones de gases de efecto invernadero.
A este respecto, en 2009, la Asociación Norteamericana de Suministradores de Gas Natural (NGSA) afirmó que no se había confirmado ningún caso de contaminación de acuíferos. Un estudio del UT Austin's Energy Institute del Dr. Charles Groat, de la Universidad de Texas, defendió la tesis de la NGSA, aunque a finales del 2012 fue cuestionado por conflicto de intereses al revelarse que dicho profesor trabajaba para una empresa de perforación durante la realización y publicación del estudio. Tras esto, el profesor renunció a su puesto en la universidad.

### Ocupación de la tierra
Otra repercusión de la extracción de gas de lutitas es un alto índice de ocupación de tierra debido a las plataformas de perforación, las zonas de aparcamiento y maniobra para camiones, equipos, instalaciones de procesamiento y transporte de gas, así como las carreteras de acceso. Con todo, esta situación según las empresas y personas favorables a la fractura hidráulica no genera un inconveniente importante, debido a que la mayoría de las extracciones se hacen en lugares poco habitados y que, al entrar el pozo en producción, sólo queda en la superficie una cañería muy reducida.

### Metano
Un estudio llevado a cabo por el MIT en 2011 encontró evidencias de la migración del gas natural (metano) hacia acuíferos en algunas zonas, seguramente debidas a prácticas defectuosas, como malos sellados de los conductos o la utilización de cemento de baja calidad. Estudios realizados también en 2011 por el Departamento de Salud Pública de la Universidad de Colorado y la Universidad de Duke también apuntaron a contaminación por metano procedente de los procesos de fracturación hidráulica. La contaminación de los acuíferos por metano tiene efectos adversos sobre la calidad del agua, y en algunos casos extremos puede llegar a causar una explosión.
Otra de las acusaciones se basa en un informe de la Universidad de Cornell, el cual asegura que esta técnica aumenta la concentración de gases invernadero, inclusive en mayor medida que el carbón. El metano calienta el clima 80 veces más que la misma cantidad de dióxido de carbono durante los primeros 20 años luego de su liberación en la atmósfera.

### Sismicidad inducida
La fracturación hidráulica produce habitualmente microsismos que son demasiado pequeños para ser detectados excepto por aparatos de medida de precisión, pero a veces desencadena sismos mayores que pueden ser percibidos por la población local. Estos eventos a veces se utilizan incluso para obtener un registro vertical y horizontal de la extensión de la fractura. Hasta finales de 2012, se habían producido 4 ejemplos de sismicidad inducida por la fractura hidráulica, desencadenando sismos capaces de ser sentidos por la población: uno en Estados Unidos, otro en Canadá, y dos en Reino Unido.  La inyección de agua de desecho proveniente de las operaciones de fracking en pozos de agua salada puede causar mayores temblores, habiéndose registrado hasta de magnitud 3,3 (Mw).
Varios terremotos en 2011 en Youngstown (Ohio) (incluyendo uno de magnitud 4,0) estuvieron probablemente relacionados con la inyección de agua de desecho procedente de prácticas de fracking, de acuerdo a sismólogos de la Universidad de Columbia. Aunque las magnitudes de estos sismos han sido por lo general pequeñas, el Servicio Geológico de los Estados Unidos ha informado de que no está garantizado que terremotos mayores no puedan tener lugar. Un informe del Reino Unido concluyó que la fracturación hidráulica era muy probablemente la causa de dos pequeños temblores (de magnitudes 2,3 y 1,4 en la escala Richter) que tuvieron lugar durante prácticas de fracturación hidráulica en abril y mayo de 2011.
 Estos temblores fueron sentidos por la población local. Debido a estos dos eventos, la sismicidad se encuentra entre los impactos más asociados a la fractura hidráulica por la opinión pública en Reino Unido.
Además, la frecuencia de los sismos se ha ido incrementando. En 2009, hubo 50 terremotos por encima de magnitud 3,0 en el área de los estados de Alabama y Montana, mientras que en 2010 se produjeron 87. En 2011 hubo 134 sismos en la misma área, un incremento de 6 veces respecto a los niveles del siglo XX.
Un nuevo estudio, publicado en 2015 y realizado por un equipo de geólogos y sismólogos de la Universidad Metodista del Sur de Texas y del Servicio Geológico de los Estados Unidos, demostró que la inyección de grandes volúmenes de aguas residuales combinada con la extracción de salmuera del subsuelo en los pozos de gas agotados era la causa más probable de los 27 terremotos que entre diciembre de 2013 y la primavera de 2014 sintió la población de Azle, en Texas, donde nunca habían tenido relación alguna con los temblores de tierra.
En 2019 Corea del Sur reconoció que fue la causa del terremoto de Pohang en 2017.

### Radioactividad
En algunos casos, la fracturación hidráulica puede arrastrar átomos de uranio, radio, radón y torio de las formaciones rocosas. En consecuencia, existe preocupación acerca de los niveles de radioactividad de los fluidos residuales utilizados en la fracturación hidráulica y su potencial impacto en la salud pública. El reciclado de estas aguas residuales se ha propuesto como solución parcial, pero este enfoque tiene sus limitaciones.

### Efectos en la salud
Existe preocupación acerca de los posibles efectos a corto y largo plazo en la salud debida a la contaminación del aire y el agua, así como a la exposición a la radiactividad de algunos elementos generados durante la extracción de gas mediante fracking. Las consecuencias en la salud pueden incluir infertilidad, defectos en el feto y cáncer, entre otros efectos.
Un estudio publicado en 2012 concluyó que los esfuerzos en la prevención de riesgos debería dirigirse hacia la reducción de la exposición de los personas que viven o trabajan en las cercanías de los pozos de perforación a las emisiones contaminantes.
Un estudio llevado a cabo en Garfield County (Colorado, Estados Unidos) y publicado en la revista Endocrinology sugirió que las operaciones de perforación de gas natural utilizan sustancias que pueden resultar en una elevada actividad de disruptores endocrinos (alteradores del equilibrio hormonal relacionados con la infertilidad y el cáncer) en el agua superficial y los acuíferos afectados.

#### Contaminación acústica e impactos paisajísticos
Al realizar las operaciones de perforación pueden causar una degradación severa del paisaje debido a la intensa ocupación del territorio y contaminación acústica simplemente como resultado de las operaciones diarias, como el uso de las bombas para inyectar el agua o el paso de camiones y transportes, etc. Estas pueden afectar a las poblaciones cercanas y a la fauna local a través de la degradación del hábitat.

## Controversia sobre sus posibles efectos

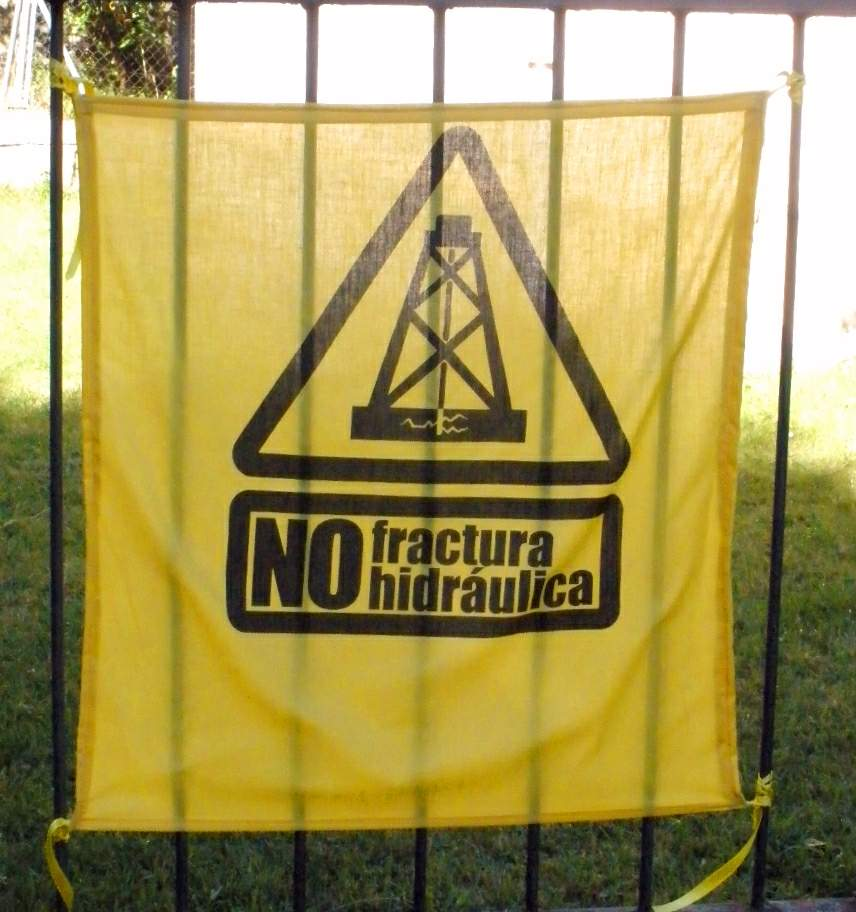
Cartel de rechazo contra la fracturación hidráulica en Hoyos del Tozo (Burgos, Castilla y León, España) ante la posible práctica de fracking en la comarca

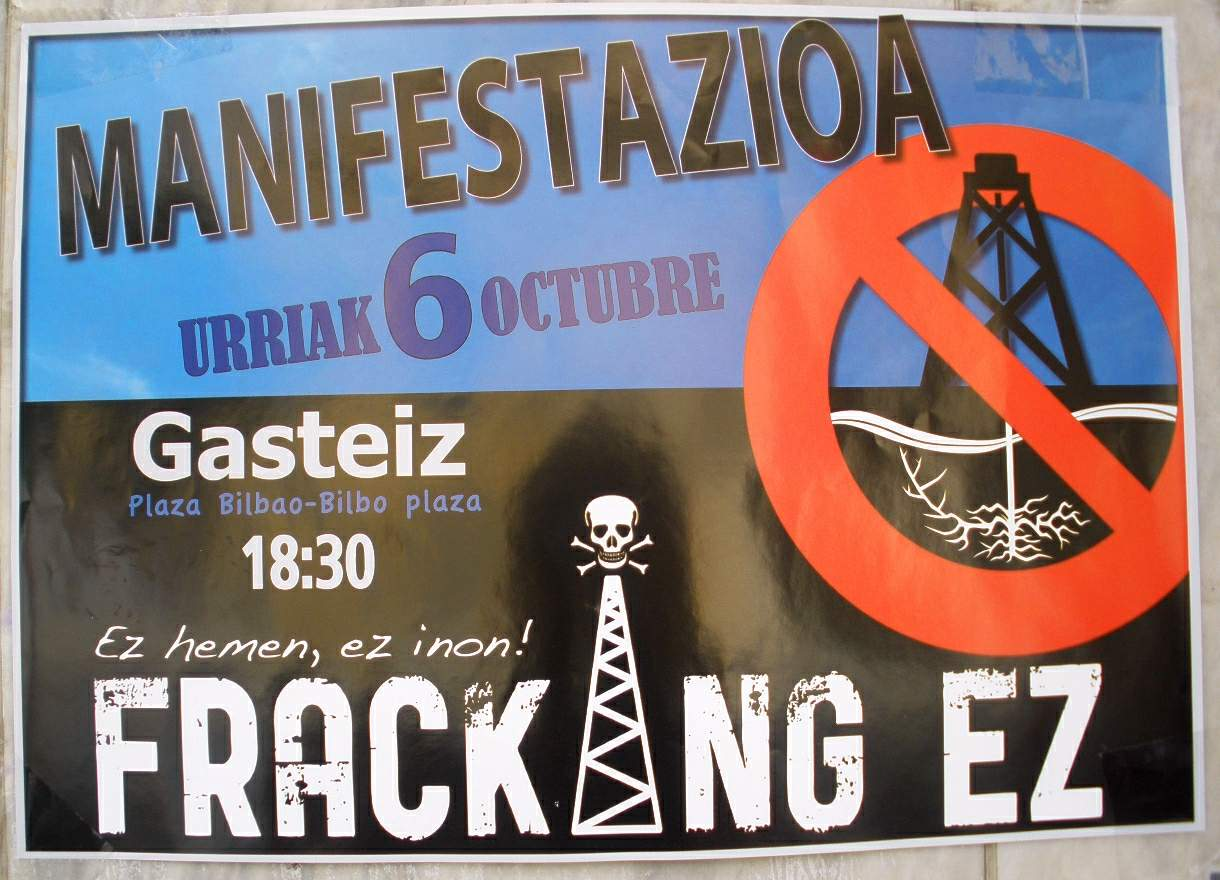
Cartel contra la fracturación hidráulica en Vitoria, España, en octubre de 2012

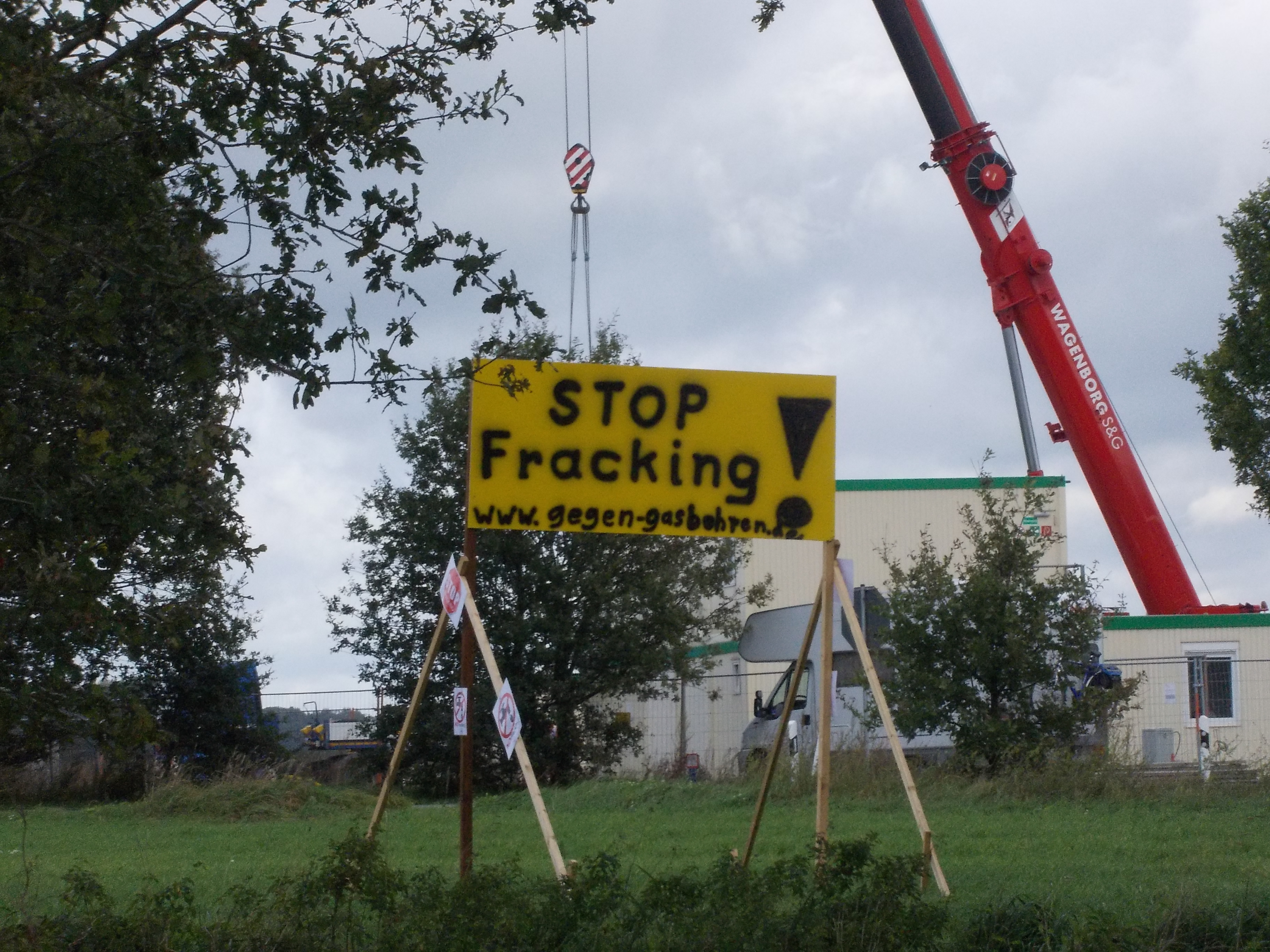
Cartel contra la fracturación hidráulica en Alemania. El movimiento antifracking tuvo su origen en Estados Unidos, pero se ha extendido rápidamente por el mundo, en aquellos países donde la existencia de depósitos de gas ha planteado su posible extracción a corto o medio plazo

Frente a la preocupación manifestada por algunas asociaciones ecologistas, como Ecologistas en Acción, Amigos de la Tierra y Greenpeace, respecto a los posibles riesgos ambientales derivados de esta técnica, en el sentido de que, además del demostrado incremento de sismos, los compuestos químicos podrían contaminar tanto el terreno como los acuíferos subterráneos, la Royal Society británica afirmó, en 2012, que los riesgos eran manejables "siempre y cuando se implementen las mejores prácticas operacionales".
A esto se sumaron tres trabajos científicos publicados en 2013 (dos de ellos del órgano oficial de la Asociación Nacional de Acuíferos de EE. UU., la revista Groundwater) que coincidieron en indicar que la contaminación de aguas subterráneas derivada del fracking "no es físicamente posible”. Uno de ellos afirma que: "Los hallazgos de un nuevo estudio de la publicación Groundwater sugieren que las concentraciones de metano halladas en pozos del condado de Susquehanna en Pensilvania se explican no de la migración del shale gas de la formación Marcellus debido a la fractura hidráulica, sino de factores hidrogeológicos y topográficos de la región".
Estados Unidos fue el primer país en utilizar la fractura hidráulica para extraer gas y petróleo y, por lo tanto, es usado como referente en el análisis de los aspectos ambientales. Algunos de los estudios más relevantes realizados hasta la fecha son los siguientes:

### Jackson County (West Virginia, 1987)
En 1987, la Agencia de Protección Ambiental (EPA, por sus siglas en inglés) publicó un informe que evidenciaba la migración de los fluidos utilizados en la fracturación hidráulica en un pozo de Virginia Occidental. Se descubrió que el pozo, explotado por la empresa Kaiser Exploration and Mining Company, tenía fracturas inducidas que posibilitaron la contaminación de los acuíferos cercanos. El American Petroleum Institute (Instituto Americano del Petróleo) aceptó que la fracturación hidráulica había causado la contaminación subterránea, y la EPA tomó el caso como un ejemplo de los riesgos creados por esta técnica.

### Estudio de la Agencia de Protección Ambiental (EPA) en 2004
Un posterior estudio de la Agencia de Protección Ambiental realizado en 2004 en pozos de gas metano en mantos carboníferos (metano contenido en las capas de carbón) concluyó que el proceso era seguro en estos casos, y no siguió investigando debido a que "no existía evidencia inequívoca" de riesgos de contaminación, y a que los fluidos no eran necesariamente peligrosos ni eran capaces de migrar a capas más profundas. El informe de EPA sí encontró ciertas incertidumbres en el proceso por el que los fluidos utilizados en la fractura migran a través de las rocas, y recomendó específicamente no utilizar diésel como componente de los fluidos en pozos de gas metano en mantos carboníferos, debido a su potencial como fuente de contaminación por benceno; en respuesta a este requerimiento, las compañías de gas acordaron dejar de utilizar el diésel en este tipo específico de pozos. Uno de los autores del informe de 2004 de la EPA hizo hincapié en que el estudio se ceñía únicamente a pozos de gas metano en mantos carboníferos.

### Dimock (Pensilvania, 2009)
Se inició una investigación después de que se produjera una explosión en esta localidad de Pensilvania el 1 de enero de 2009. La investigación estatal reveló que la compañía Cabot Oil & Gas «había permitido que el gas migrara a las reservas de agua de la ciudad». Se encontraron niveles inaceptables en los pozos de arsénico, bario, ftalatos, compuestos glicolados, manganeso, fenol, metano y sodio. En abril de 2010, el estado de Pensilvania prohibió a Cabot Oil & Gas que siguiera realizando actividades de extracción en todo el estado hasta que se hiciera cargo de la contaminación en el agua potable de 14 hogares en la localidad de Dimock, debida a la actividad de sus pozos. Se le pidió asimismo a la empresa gasística que compensara financieramente a los residentes afectados y proporcionara un suministro alternativo de agua potable hasta que se instalaran sistemas de mitigación de la contaminación en los pozos afectados.

### Pavillion (Wyoming, 2012)
Las quejas en la calidad del agua de los residentes cercanos a un campo de pozos en la localidad de Pavillion (Wyoming) provocaron una investigación llevada a cabo por la EPA, que informó de la detección de metano y otros componentes químicos utilizados en el fracking, algunos de ellos con niveles peligrosos. Un borrador del informe afirmaba que el impacto en el agua local podía explicarse por el fracking. El informe indicaba que la contaminación encontrada en los acuíferos de Pavilion es "típicamente imposible o muy costosa de mitigar o corregir."

## Regulación

### Estados Unidos
En Estados Unidos, el fracking goza actualmente de amplias exenciones ambientales: La industria del petróleo y el gas, de las que forma parte el fracking, está exenta del cumplimiento de las principales leyes federales sobre medio ambiente desde la aprobación en 2005 de la Energy Policy Act of 2005 impulsada por el presidente George W. Bush. Estas leyes federales abarcan importantes regulaciones como la protección del derecho a un aire y agua limpios, la prevención de sustancias tóxicas y la emisión de productos químicos en el medio ambiente: entre las leyes que el fracking no está obligado a cumplir se encuentran la Clean Air Act (ley por un aire limpio), Clean Water Act (ley por un agua limpia), Safe Drinking Water Act (ley por el derecho al agua potable), National Environmental Policy Act (ley de política ambiental nacional) o la Resource Conservation and Recovery Act (ley por la recuperación y conservación de los recursos), entre otras.
Adicionalmente, el secreto comercial de las empresas y otras exenciones permiten a las compañías de gas no publicar el contenido exacto de los fluidos utilizados. Varios estados, entre ellos Colorado y Texas, han legislado a favor de que la información sobre la composición de los fluidos utilizados sea pública.
En mayo de 2012, el estado de Vermont se convirtió en el primero en prohibir la fractura hidráulica en Estados Unidos, mientras que el estado de Nueva York, que al contrario que Vermont posee importantes reservas de gas de lutitas, le siguió al prohibir la práctica en diciembre de 2014.

### Resto del mundo
Un informe del Parlamento Europeo recomienda su regulación y que se hagan públicos los componentes que se emplean en los pozos de perforación. El Parlamento búlgaro prohibió su uso en 2012. 
En diciembre de 2012, en el Reino Unido se levantó la moratoria de 18 meses que se había puesto sobre esta tecnología de extracción y comenzó a impulsar su utilización promoviendo la inversión anunciando grandes exenciones fiscales para impulsar la estimulación hidráulica; sin embargo, en el 2019 el gobierno británico suspendió la práctica de la fracturación hidráulica en el país.
India también aprobó la explotación de gas de lutitas, luego de dos años de estudio de su política energética, y Turquía comenzó a prepararse para la explotación de no convencionales.
En Latinoamérica, el país que comenzó su desarrollo fue Argentina, en la formación Vaca Muerta, ubicada en la provincia de Neuquén. Luego en Santa Cruz, en cercanías a Los Perales. Este país ocupa a nivel mundial el segundo puesto en recursos de gas no convencional y el cuarto en petróleo. En Colombia se tramita un proyecto de ley para prohibir el fracking en el país, pese al visto bueno que el gobierno ha querido darle a esta práctica, presidido por el presidente Iván Duque. A fecha de 2013, la fracturación hidráulica ha sido prohibida en Francia, así como en algunos lugares de Estados Unidos como Búfalo (Estado de Nueva York) y Pittsburgh (Pensilvania). Existen, además, moratorias en Canadá y Sudáfrica.
En España, aunque el gobierno autonómico de Cantabria y otras comunidades aprobaron leyes por las que se prohibía la técnica de fracturación hidráulica, el Tribunal Constitucional las fue anulando argumentando que invadían competencias estatales. El Senado Nacional aprobó también la Ley de Garantía de Suministro Eléctrico, en la cual se incluyeron los procesos de fracturación hidráulica como alternativa para generar energía en Canarias, Baleares, Ceuta y Melilla. A esta iniciativa se sumó la modificación de la Ley de Conservación de la Naturaleza del País Vasco, que permite la exploración y explotación de hidrocarburos no convencionales. Sin embargo, la fracturación hidráulica no ha prosperado de momento debido a la fuerte presión social y las características poco favorables para la explotación de los pozos. En 2016, las cinco empresas que solicitaron licencias para el uso de esta técnica habían renunciado a ellas, empujadas por la caída del precio del gas y el petróleo.

## Cobertura en los medios informativos
El documental Gasland (2010), de Josh Fox, fue uno de los primeros en oponerse frontalmente a la fracturación hidráulica, y en resumir las principales críticas a esta técnica extractiva. El documental exponía los problemas de contaminación de acuíferos cercanos a los pozos de extracción en lugares como Pensilvania, Wyoming y Colorado. Energy in Depth, un lobby de la industria del gas y el petróleo, puso en entredicho los hechos recogidos en el filme. En respuesta, se publicó en la página web de Gasland una refutación a las afirmaciones hechas por el grupo lobista.
Exxon Mobil, Chevron Corporation y ConocoPhillips emitieron anuncios durante 2011 y 2012 en los que se describían los beneficios económicos y ambientales del gas natural, argumentando que la fracturación hidráulica era una técnica segura.
El filme Promised Land (Tierra prometida), protagonizado por Matt Damon, trata asimismo el tema de la fracturación hidráulica.
En enero de 2013, el periodista y director norirlandés Phelim McAleer publicó un documental titulado FrackNation en respuesta a las afirmaciones hechas por Fox en Gasland. FrackNation debutó en el canal AXS TV de Mark Cuban, coincidiendo con el estreno de Promised Land.
El 21 de abril de 2013, Josh Fox presentó Gasland 2, la segunda parte de su documental, en el que afirma que el retrato que hace la industria del gas natural, tratando de presentarlo como una alternativa limpia y segura al petróleo es un mito: los pozos de perforación mediante fracking acaban teniendo fugas a largo plazo, contaminando el agua y el aire, perjudicando a las comunidades locales y poniendo en riesgo el clima debido a las emisiones de metano, potente gas de efecto invernadero.
En 2014, Vido Innovations publicó el documental The Ethics of Fracking ("La ética del Fracking"). El filme trata acerca de los diferentes puntos de vista políticos, espirituales, científicos, médicos y profesionales sobre la fractura hidráulica. También investiga en la forma en que la industria del gas publicita el fracking.
En 2015, se estrenó el documental canadiense Fractured Land en el Hot Docs Canadian International Documentary Festival.